# Repubblica di Estonia (1918-1940)
La Repubblica di Estonia (in estone Esimene Eesti Vabariik) è stata uno Stato esistito dal 24 febbraio 1918 all'estate del 1940. L'autonomia nazionale fu raggiunta soltanto a seguito della guerra d'indipendenza estone, durata dal 1918 al 1920. Il 2 febbraio 1920, la RSFS Russa e l'Estonia firmarono un accordo di pace, il trattato di Tartu, ai sensi del quale le due potenze si riconoscevano reciprocamente. Il 15 giugno 1920, l'Assemblea costituente approvò la bozza della prima Costituzione della repubblica e il 22 settembre 1921 l'Estonia divenne un membro della Società delle Nazioni.
Dopo l'entrata in vigore della seconda Costituzione del 1924, preceduta da un tentato colpo di Stato, la nazione visse un periodo di instabilità politica durato per un decennio. Nel 1934 avvenne un nuovo golpe, stavolta riuscito, a seguito del quale fu istituito un regime autoritario guidato da Konstantin Päts.
A seguito della ripartizione in sfere di influenza tra l'URSS e la Germania nazista nel 1939 con il patto Molotov-Ribbentrop, Mosca propose all'Estonia nel settembre 1939 di firmare un trattato di mutua assistenza e, il 6 agosto 1940, dopo essere stata occupata militarmente, l'Estonia fu inglobata nell'URSS. L'Estonia riottenne la sua indipendenza solo il 20 agosto 1991.

## Istituzione della Repubblica di Estonia
Dopo la rivoluzione di febbraio del 1917 e mentre era in corso il processo di dissoluzione dell'Impero russo, l'Estonia fu invasa dall'esercito imperiale tedesco. Nel momento in cui l'occupazione stava volgendo al termine, il 24 febbraio 1918 fu proclamata a Tallinn la nascita della Repubblica democratica indipendente d'Estonia. Il 21-22 gennaio (3-4 febbraio) 1918 si tennero le elezioni per nominare l'Assemblea costituente estone.
Dopo la ritirata delle forze tedesche, la completa autonomia fu acquisita soltanto a seguito della guerra d'indipendenza estone. L'esercito estone di recente formazione, guidato dal colonnello Johan Laidoner e forte del supporto dei russi bianchi e della flotta britannica, nonché di volontari svedesi e finlandesi, respinse l'Armata Rossa dall'intero territorio dell'Estonia, sventando i propositi dei bolscevichi di ripristinare la propria autorità sulle regioni possedute dallo Zarato.
Il 2 febbraio 1920 fu concluso a Tartu un trattato di pace tra la RSFS Russa e l'Estonia, ai sensi del quale entrambe le parti si riconobbero ufficialmente. Si trattò del primo trattato internazionale stipulato da entrambi gli Stati; tale evento coincise con il momento in cui si strinsero per la prima volta le relazioni bilaterali tra Estonia e Russia.

### Periodo dal 1920 al 1934
Il 15 giugno 1920, l'Assemblea costituente approvò la bozza della prima Costituzione della Repubblica di Estonia. Nello Stato si introdusse un principio formale di separazione dei poteri, ma in realtà il governo risultava subordinato al parlamento. Quest'ultimo era altresì responsabile della nomina dei giudici costituzionali. In un simile contesto, nonostante la previsione di strumenti di democrazia diretta come i referendum popolari, si verificò uno squilibrio di potere e un'estrema instabilità del governo. Dal 1920 al 1934, si succedettero infatti ben 23 esecutivi: la situazione si rivelò instabile né più né meno che in altri scenari europei quali la Francia, la Repubblica di Weimar e la Lettonia. Nel 1921, il neonato Stato ricevette il riconoscimento internazionale, divenendo il 22 settembre dello stesso anno un membro della Società delle Nazioni.
Nel dicembre 1924, i comunisti estoni, con il sostegno e l'assistenza dell'URSS, tentarono di eseguire un colpo di Stato in Estonia nel 1924, il quale fallì a causa della mancata partecipazione dei lavoratori e del sostegno del governo da parte dell'esercito. A seguito di tale evento, il Partito Comunista locale venne bandito e i suoi partecipanti persero una parte significativa della loro influenza politica sulla società nazionale.

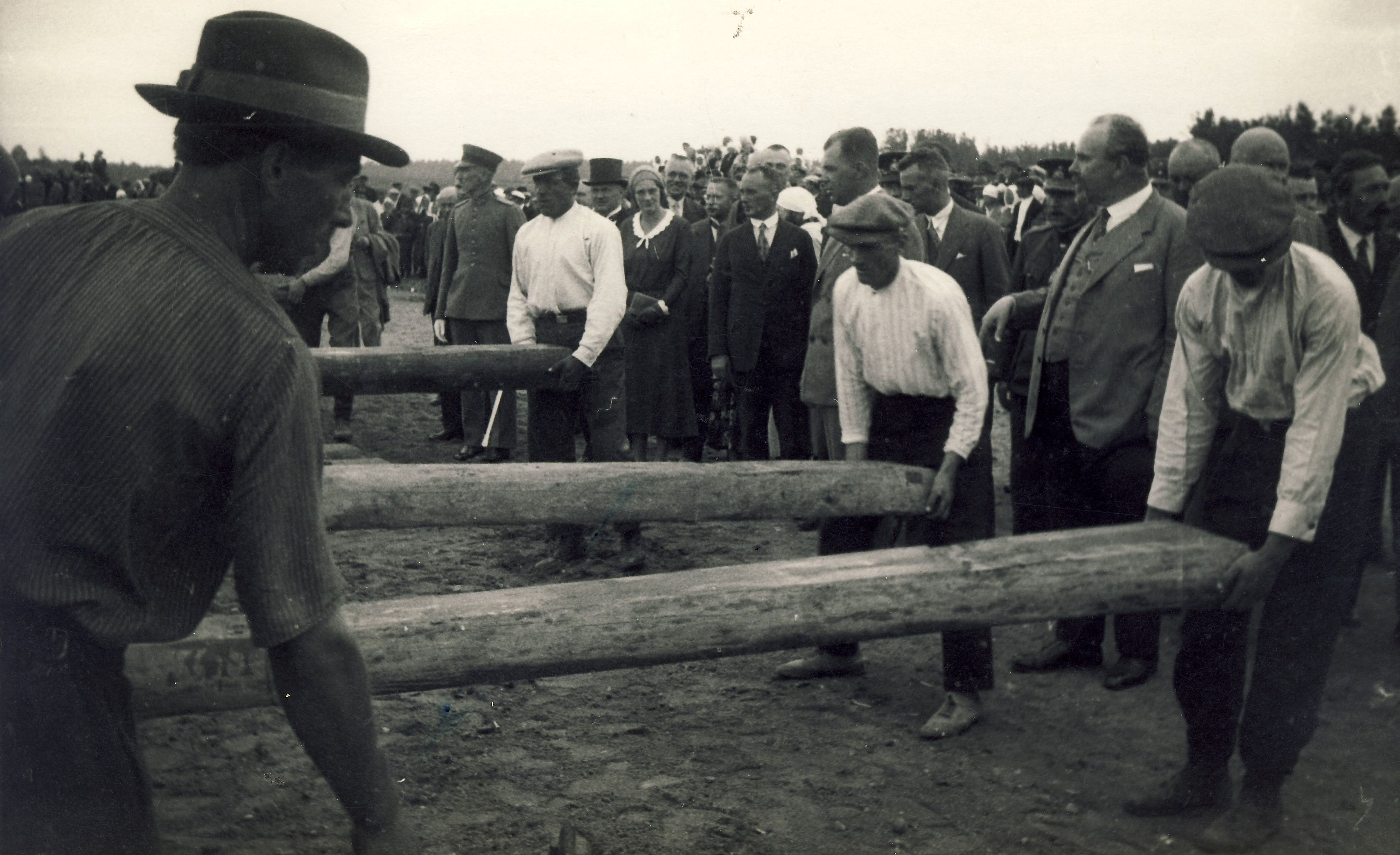
Costruzione della ferrovia nel 1928

L'indipendenza del Paese rese necessario decidere come investire esattamente le risorse nazionali per aprirsi a nuovi mercati. All'inizio degli anni Venti, la situazione finanziaria interna appariva precaria: la tecnologia dei macchinari adottati dalle imprese appariva obsoleta, la qualità dei prodotti scadente e le materie prime erano pressoché assenti in Estonia. Come se non bastasse, molte imprese erano state costrette a chiudere durante la guerra. La politica economica del governo si concentrò sull'industrializzazione dell'Estonia e sulla creazione di aziende orientate all'esportazione. La Eesti Pank, la banca nazionale estone, emise innumerevoli prestiti al fine di incentivare l'apertura di nuove attività. L'economia nazionale dipendeva in gran parte dal commercio con l'URSS e la carta rappresentava il principale prodotto proveniente dall'est.
La crescita dell'economia venne favorita dalla riforma agraria; le vaste proprietà terriere confiscate ai tedeschi del Baltico passarono in mano a nullatenenti e veterani della guerra d'indipendenza. Dopo la recessione del 1923-1924, il ministro delle finanze Otto Strandman avviò una nuova politica economica volta a promuovere le esportazioni. Nel 1928 fu attuata una riforma monetaria e la corona rimpiazzò il marco, il cui tasso era ancorato alla sterlina britannica. Nel 1929 fu firmato un accordo commerciale e il 4 agosto 1932 un patto di non aggressione tra la Repubblica di Estonia e l'Unione Sovietica. La politica di incoraggiamento delle esportazioni incontrò un ostacolo quasi insormontabile rappresentato dalla Grande depressione, la crisi economica mondiale che si trascinò dal 1929 al 1933.
Durante quel difficile contesto storico, la Confederazione Estone dei Combattenti per la Libertà (in estone Vabadussõjalaste Liit, in acronimo EVL e comunemente nota come VAPS) irruppe sulla scena politica e, nel 1933, presentò un referendum costituzionale poi approvato che sancì delle limitazioni al potere legislativo del parlamento, ridusse il numero dei parlamentari da 100 a 50 e rafforzò il potere del presidente, riconoscendogli addirittura la facoltà di porre il veto sulle decisioni parlamentari. In ultimo, si introducevano elezioni presidenziali dirette.

## Colpo di Stato del 1934 e regime di Päts

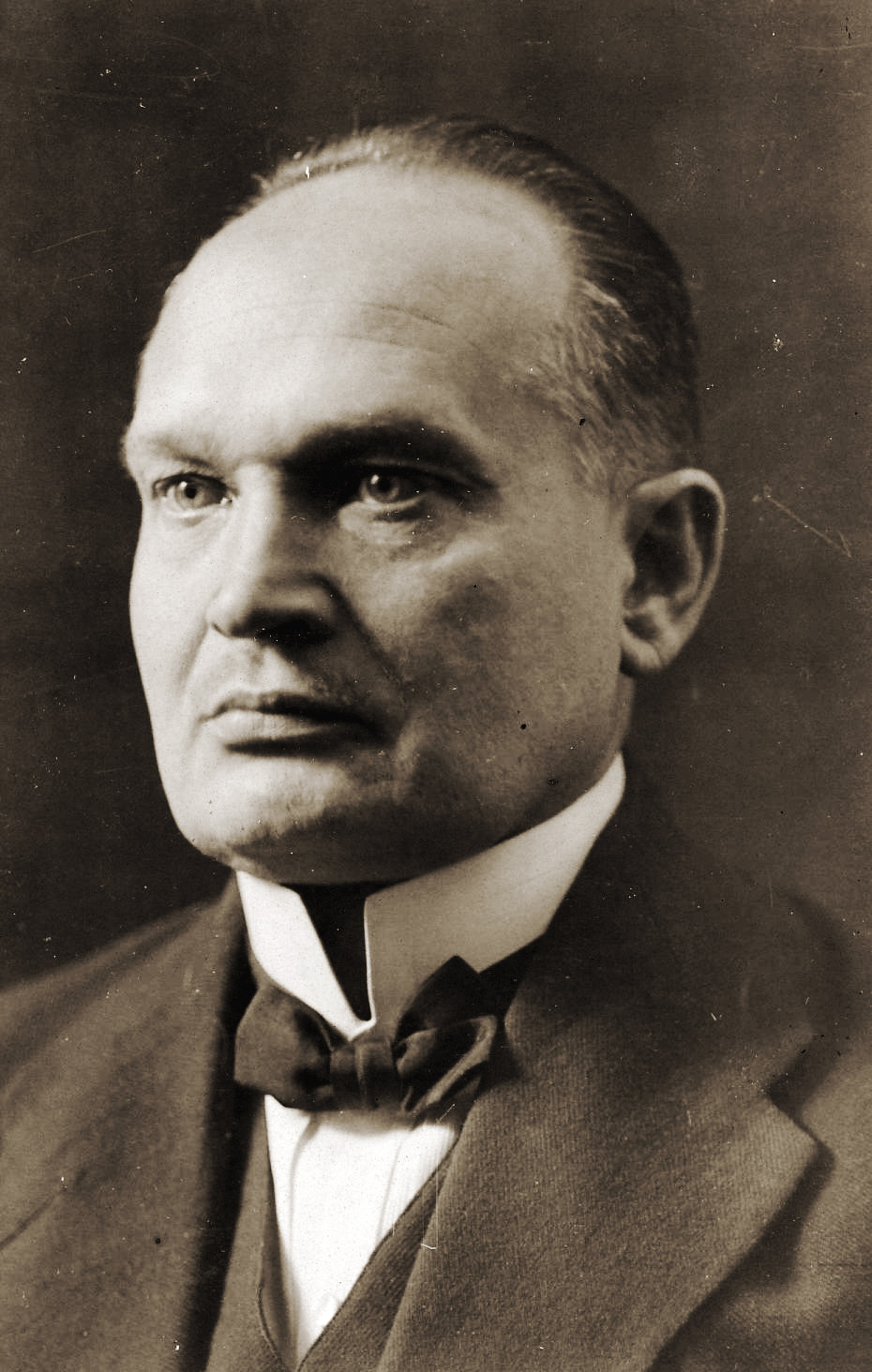
Konstantin Päts, assoluto protagonista nello scenario politico estone degli anni Trenta

La seconda Costituzione entrò in vigore nel gennaio 1934, quando Konstantin Päts assunse la carica di primo ministro. Temendo l'inevitabile vittoria del partito dei Vaps alle prossime elezioni e sfruttando i poteri quasi dittatoriali concessi dalla nuova Costituzione, il 12 marzo 1934, insieme a Johan Laidoner, ancora alla guida dell'esercito estone, organizzò un colpo di Stato che consentì di rovesciare il potere. La prima azione compiuta dai golpisti fu l'introduzione della legge marziale. Mentre Päts si autoproclamò "protettore dello stato" (Riigihoidja), la Confederazione dei Combattenti fu bandita e circa 400 membri vennero arrestati. In seguito si cancellarono le date delle nuove elezioni previste e i poteri del quinto Riigikogu, la legislatura dell'assemblea che approvò l'aumento dei poteri a Päts e Laidoner, subirono un'estensione. Si trattò comunque di un provvedimento dal valore temporaneo, come dimostra il fatto che già nell'ottobre 1934 il parlamento andò incontro allo scioglimento.
Il periodo che iniziò, chiamato "era del silenzio", fu caratterizzato dalla graduale cancellazione della democrazia parlamentare, dall'instaurazione di governo autoritario e dal rafforzamento del nazionalismo estone. L'Estonia finì in sostanza amministrata da un triumvirato composto dal presidente (Konstantin Päts), dal comandante in capo dell'esercito (Johan Laidoner) e dal ministro degli interni (Kaarel Eenpalu). Nel marzo 1935, in Estonia si introdusse ufficialmente un sistema monopartitico.
Allo stesso tempo, l'economia interna, in particolare l'industria, visse un periodo di rapida crescita. Nella seconda metà degli anni Trenta la produzione industriale iniziò a crescere (fino al 14% all'anno). Nel 1938, la percentuale di impiego degli estimi nel settore secondario raggiungeva il 32%. La quota dei prodotti industriali nelle esportazioni estoni salì del 36% alla fine degli anni Venti e al 44% alla fine degli anni Trenta. Al contempo nacque nuove imprese e si incoraggiò a più riprese l'ammodernamento delle tecnologie di produzione. Anche la vendita del petrolio di scisto incrementò in maniera sensibile. Le industrie tessili, chimiche e alimentari, la lavorazione dei metalli, del legno, la fabbricazione della carta, l'estrazione di torba e fosforite erano di grande importanza per l'economia del Paese. L'agricoltura crebbe e alcune industrie erano dominate dal capitale straniero.
I principali partner commerciali dell'Estonia erano la Gran Bretagna e la Germania, mentre alla fine degli anni '30, la quota dell'URSS nel commercio estero diminuì notevolmente. L'Estonia esportava prodotti a base di carne, olio, pesce, uova, tessuti, carta, cellulosa, compensato, olio di scisto e benzina, cemento e vetro.
Negli anni Trenta si assistette al singolare sviluppo delle società cooperative. Nel 1939 l'Unione cooperativa estone riunì infatti oltre 3.000 attività con 284.000 soci, 200 banche che servivano 77.000 clienti (il 52% di tutti i depositi nel Paese) e che emettevano il 51% di tutti i prestiti. Le 314 confederazioni lattiero-casearie con 32.000 soci producevano il 98% del burro estone e il 17% del formaggio.

### Adozione della Costituzione nel 1937 ed eventi successivi
Nel 1937, su proposta del capo dello Stato e malgrado l'opposizione avesse tentato di boicottarne l'approvazione, l'Assemblea nazionale (Rahvuskogu) convocata da Päts approvò l'emanazione di una terza Costituzione della Repubblica di Estonia. La legge fondamentale entrò in vigore il 1º gennaio 1938.
In conformità con la nuova Costituzione, il presidente, eletto per un mandato di sei anni, diveniva altresì il capo di Stato. Il presidente riceveva il potere di sciogliere il governo e di porre il veto alle decisioni parlamentari, nonché altri poteri legislativi. Tra questi, in caso di "necessità e urgenza", poteva scavalcare il normale processo di formazione delle leggi con dei decreti presidenziali; nella prassi, Päts era ampiamente ricorso a tale strumento già prima del 1938. La nuova Costituzione preservò tutti i diritti civili fondamentali, ma sancì la possibilità di limitare la libertà di espressione al fine di salvaguardare «la sicurezza e la moralità dello Stato». La maggior età passò da venti a ventidue anni e fu introdotto un sistema parlamentare bicamerale: il Parlamento di Stato (Riigivolikogu), i cui membri rimanevano in carica per un lustro, e il Consiglio di Stato (Riiginõukogu), composto da quaranta membri, dieci dei quali nominati dal Presidente. A seguito di questi eventi, scomparve ogni lascito rappresentato dall'organo parlamentare in favore della figura presidenziale. Una delle disposizioni che limitò in modo significativo la democrazia fu il provvedimento che sancì la possibilità di indire un referendum costituzionale soltanto su decisione del presidente. 
Il 24 aprile 1938 il parlamento elesse Päts alla carica di presidente e questi iniziò a esercitare le sue funzioni il giorno stesso. Sempre nello stesso anno, furono creati quelli che i pochi oppositori rimasti del capo di Stato definirono ironicamente "campi per fannulloni", ovvero dei campi di lavoro forzati riservati ai disoccupati. Il regime di lavoro era paragonabile a quello carcerario e una giornata lavorativa durava dodici ore: il periodo di attività andava da sei mesi a tre anni.
Nel 1939 si contavano circa 160 associazioni e società tedesche in Estonia che promuovevano idee nazionalsocialiste e filo-tedesche.

## Incorporazione dell'Estonia all'URSS

### Ricerca estone di garanzie internazionali
Il 7 giugno 1939, a Berlino, il ministro degli esteri estone Karl Selter e suo omologo tedesco Joachim von Ribbentrop firmarono un patto di non aggressione che allontanò il Paese dall'influenza di Gran Bretagna e Francia; inoltre, l'intesa formalizzò di fatto il protettorato tedesco con una clausola segreta, ai sensi della quale l'Estonia era obbligata ad assumere «con il consenso della Germania tutte le misure di sicurezza militare necessarie con riguardo alla Russia sovietica». Il trattato conservava una validità di dieci anni, prorogabile automaticamente alla scadenza per un altro decennio a patto che la Germania non avesse rescisso il trattato di non aggressione tedesco-lettone, stipulato più o meno nello stesso frangente. La neutralità dichiarata dall'Estonia si giustificò per via del timore delle due superpotenze locali, la Germania e l'URSS. Il delegato lettone attivo in Estonia, V. Šumanis, segnalava il 21 gennaio 1939 nel suo rapporto al ministero degli esteri lettone: «L'Estonia considera la Russia il suo nemico principale, dopodiché segue la Germania». Commentando poi l'aggravarsi della situazione internazionale dopo l'ultimatum tedesco alla Lituania e la riacquisizione della Germania del territorio di Memel, V. Šumanis confermava ancora che per l'élite estone e l'apparato statale il nemico più temuto era Mosca, mentre per l'opinione pubblica Berlino. «Tale stato d'animo, avvertito in un momento così critico, potrebbe spingere gli estoni a non affrontare militarmente i sovietici con sufficiente convinzione, qualora le condizioni storiche lo richiedessero».
Il ricercatore estone Magnus Ilmjärv ritenne che «nel 1939, mentre la crisi internazionale in Europa era in corso», i Paesi baltici «si preoccuparono di perseguire una politica estera che combaciava in misura minima con gli interessi nazionali. Temendo la prospettiva dell'abolizione della proprietà privata da parte dell'Unione Sovietica, i governi baltici riposero tutte le loro speranze nella Germania nazista come più credibile oppositrice del bolscevismo».
Gran Bretagna e Francia prolungarono i negoziati con l'URSS, la quale chiedeva garanzie sugli Stati baltici in caso di loro aggressione. Londra e Parigi confermarono il loro sostegno in caso di attacco solo il 1º luglio, quando i trattati di non aggressione con la Lettonia e l'Estonia erano già stati stipulati. Nel frattempo, la situazione geopolitica in Europa continuava a inasprirsi; l'accordo di Monaco del 1938 siglato tra Francia, Gran Bretagna, Germania e Italia permise a Berlino di invadere le aree della Cecoslovacchia popolate da tedeschi e, all'inizio del 1939, la Germania annesse la Cecoslovacchia per intero. La campagna di espansione tedesca interessò ben presto anche la regione baltica.
Il patto Molotov-Ribbentrop formato il 23 agosto 1939 conteneva un protocollo segreto, reso pubblico soltanto dopo il 1945, secondo il quale gli Stati dell'Europa settentrionale e orientale venivano divisi in due "sfere di influenza", una tedesca e una sovietica: l'Estonia rientrava nell'orbita di Mosca.

### Dopo l'inizio della guerra

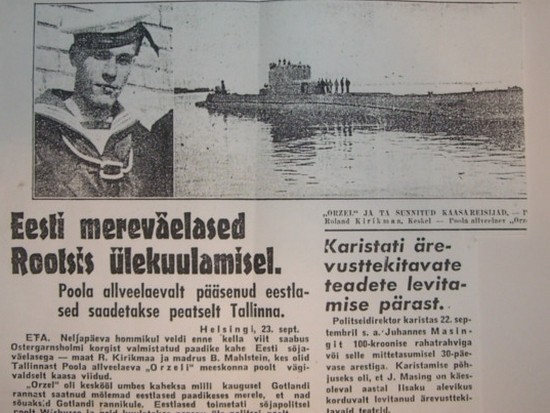
L'incidente dell'Orzeł sulla prima pagina del quotidiano estone Uus Eesti

La seconda guerra mondiale scoppiò in occasione dell'invasione della Polonia, un importante alleato regionale dell'Estonia, compiuta da parte della Germania. Il 3 settembre 1939, Regno Unito, Francia, Australia e Nuova Zelanda dichiararono guerra alla Germania. Il 14 settembre il sottomarino polacco ORP Orzeł approdò a Tallinn e quattro giorni più tardi si verificò quello che sarebbe passato alla storia come incidente dell'Orzeł. Il mezzo navale battente bandiera polacca riuscì a fuggire dal porto di Tallinn, dove era tenuto sotto la sorveglianza della marina estone, e giunse dopo varie peripezie in Regno Unito. Tale episodio fu strumentalizzato dall'Unione Sovietica e dalla Germania per accusare l'Estonia di esser venuta meno alla neutralità dichiarata mesi prima.

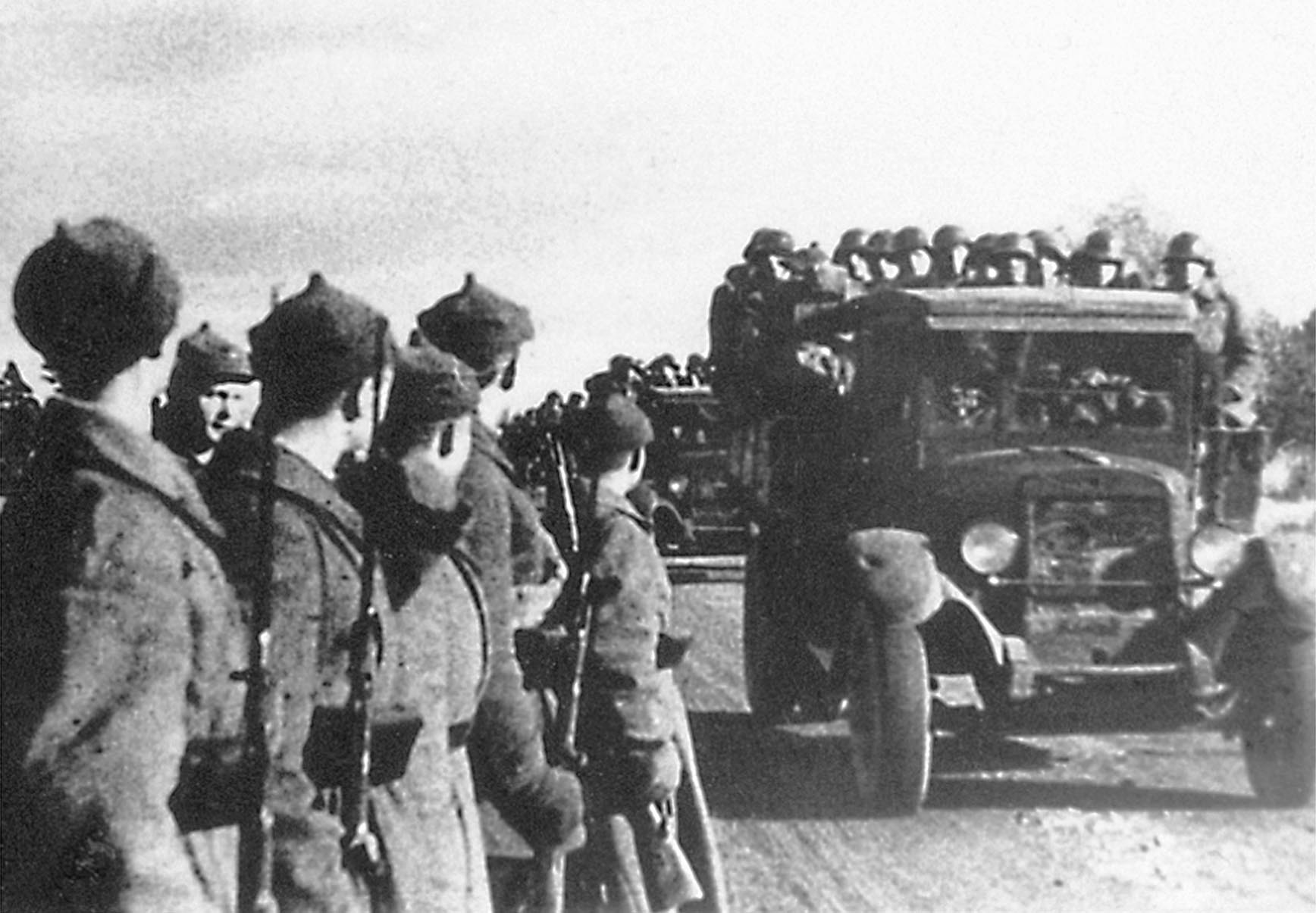
L'Armata Rossa fa il suo ingresso in Estonia nel 1939 a seguito della firma del trattato di mutua assistenza sovietico-estone del 28 settembre

Il 24 settembre 1939, quando la conquista nazista e sovietica della Polonia appariva ormai definitiva e qualche giorno dopo l'incidente dell'Orzeł, la propaganda dell'Unione Sovietica avviò una campagna per mezzo della stampa e delle radio contro l'Estonia tacciandola di essere «ostile». Le navi da guerra della Voenno-morskoj flot apparvero al largo dei porti estoni e i bombardieri sovietici sorvolarono in maniera minacciosa Tallinn e la campagna circostante. Mosca chiese all'Estonia di consentire all'URSS l'installazione di alcune basi militari, affinché potessero essere stanziati 25 000 uomini sul suolo estone per l'intera durata della guerra. Il governo estone accettò l'ultimatum imposto da Stalin firmando l'accordo corrispondente il 28 settembre 1939. I contenuti del patto, dalla durata decennale, non avrebbero dovuto però intaccare la sovranità statale. Richieste simili vennero inoltrate alla Finlandia, alla Lettonia (trattato di mutua assistenza sovietico-lettone) e alla Lituania (trattato di mutua assistenza sovietico-lituano). 
Il 14 giugno 1940 i sovietici emisero un ultimatum alla Lituania e il blocco militare sovietico dell'Estonia entrò in azione mentre l'attenzione del mondo era focalizzata sulla conquista di Parigi eseguita dalla Germania nazista. Due bombardieri sovietici abbatterono l'aereo passeggeri finlandese "Kaleva" che volava da Tallinn a Helsinki trasportando tre buste diplomatiche delle ambasciate statunitensi a Tallinn, Riga ed Helsinki. L'impiegato del Servizio Esteri degli Stati Uniti Henry W. Antheil Jr. morì nell'incidente insieme ad altri otto passeggeri, tra cui due corrieri diplomatici francesi ed equipaggio. Il motivo non fu mai chiarito, ma tra le ipotesi ventilate ci fu la possibile presenza a bordo della valigetta diplomatica di Antheil dei futuri piani sovietici nella regione del baltico preparati dallo stato maggiore estone.
Il 16 giugno 1940, l'Unione Sovietica invase l'Estonia. L'Armata Rossa uscì dalle basi militari in cui era confinata e si unì ai circa 90 000 soldati sovietici appena entrati nel Paese. Vjačeslav Molotov accusò gli Stati baltici di aver cospirato contro l'Unione Sovietica e consegnò un ultimatum in Estonia per l'istituzione di un governo filo-sovietico. Ai sensi del patto Briand-Kellogg, il governo estone preferì non resistere militarmente, in quanto in maniera realistica ritenne soverchiante la superiorità numerica dei sovietici sia ai confini che all'interno del Paese. In sintesi, si preferì non resistere ed evitare spargimenti di sangue.

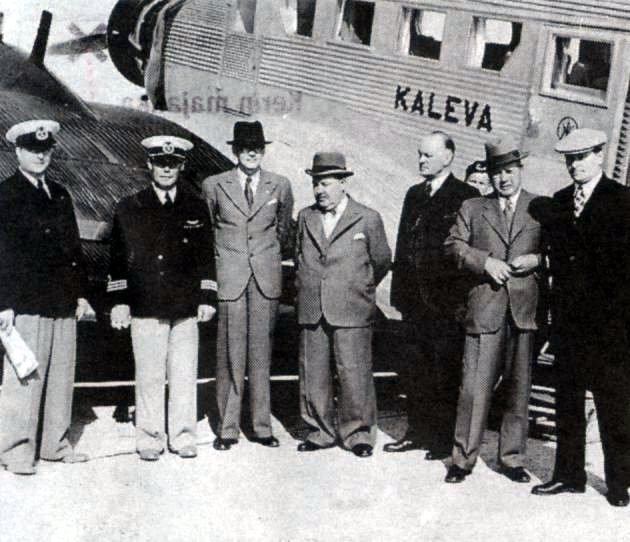
Il Kaleva e il suo equipaggio prima dell'incidente

Il 17 giugno, il giorno in cui la Francia si arrese alla Germania, l'Estonia accettò l'ultimatum e la sovranità dell'Estonia cessò de facto di esistere. L'occupazione militare della repubblica estone fu completata entro il 21 giugno 1940 e resa "ufficiale" da un colpo di Stato comunista diretto dalle truppe sovietiche.
Dopo che furono bandite delle elezioni parlamentari per nominare i "parlamenti del popolo", a cui erano ammessi a partecipare solo i comunisti e i loro simpatizzanti, prese forma la RSS Estone. Il 6 agosto 1940 l'Estonia fu incorporata, «su sua proposta», nell'URSS. A seguito della parentesi nazista e di una nuova rioccupazione, l'indipendenza della nazione sarebbe stata ripristinata solo nel 1990.